# Puerta de Córdoba (Sevilla)

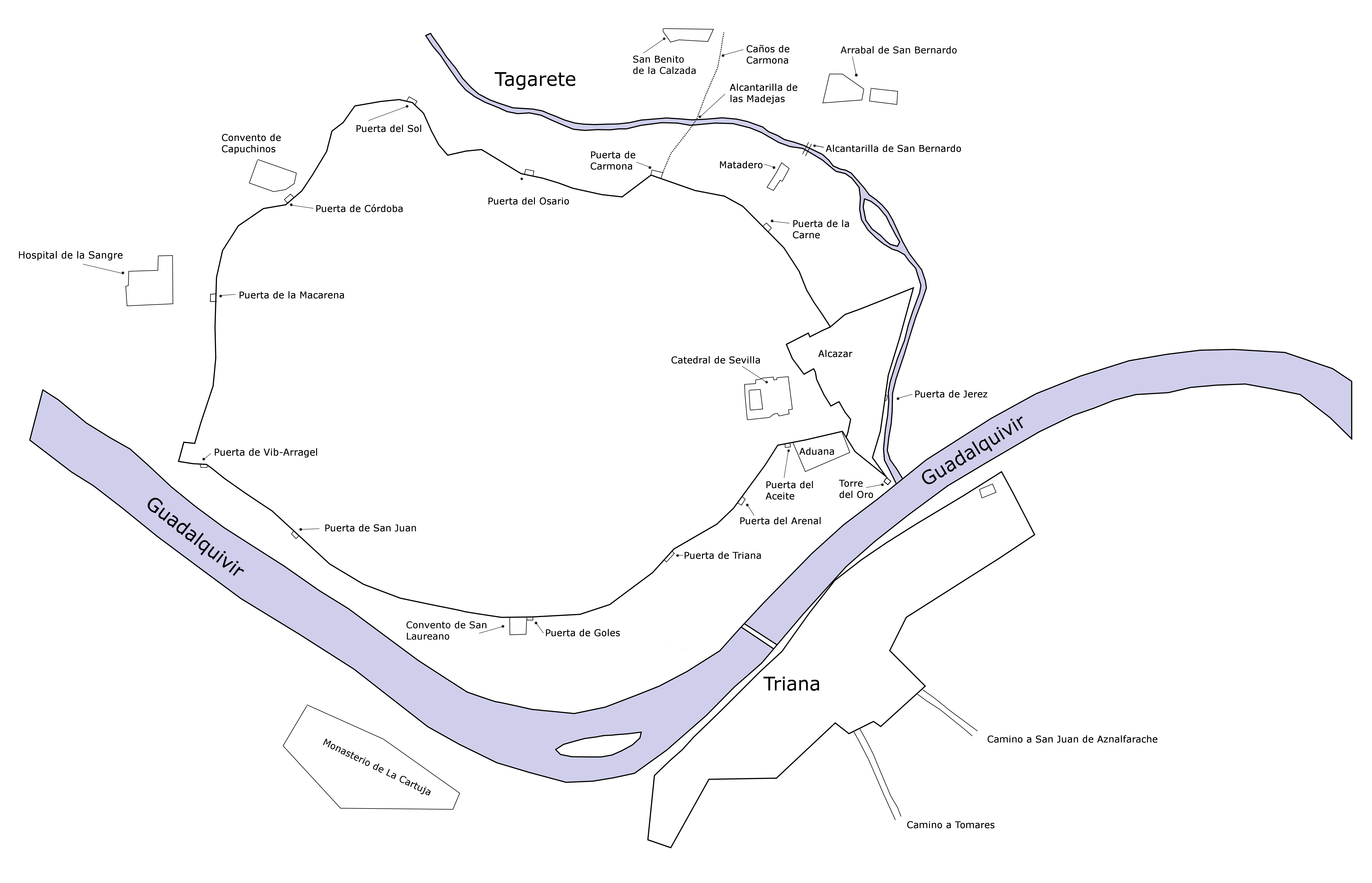
Mapa de Sevilla en el en el que es visible la Puerta de Córdoba entre la Puerta de la Macarena y la Puerta del Sol.

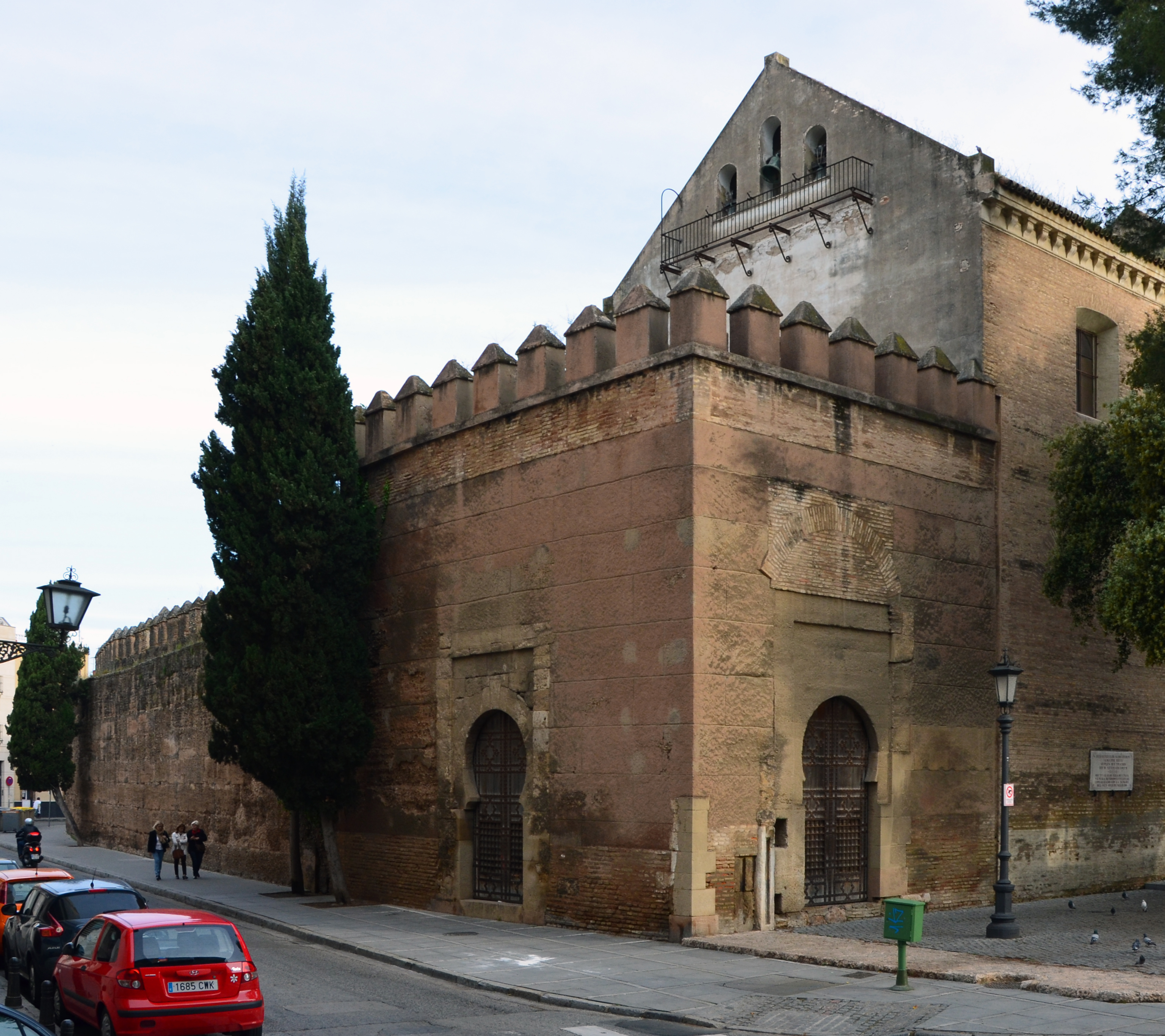
Aspecto actual de la Puerta de Córdoba (Sevilla)

La Puerta de Córdoba es una de las antiguas puertas de la muralla de Sevilla en Andalucía, España, situada en la actual Ronda Histórica.
Se trata de una puerta de origen almohade de tipología de puerta en recodo, y una de las pocas del recinto amurallado que no fue demolida en el siglo XIX. Se encuentra situada en las proximidades de la Puerta del Sol ya desaparecida. El topónimo que la designa aparece registrado por vez primera en el Libro del Repartimiento y otros documentos relacionados del siglo XIII, tras la reconquista de la ciudad por las fuerzas cristianas. Fue la única puerta de la ciudad que no fue afectada por las obras de reforma que se realizaron durante el siglo XVI, sin embargo en 1569 sufrió varias modificaciones, se erigió en ella una capilla y en 1600 pasó a integrarse en la fachada de la iglesia de San Hermenegildo que se construyó en el lugar en honor de este santo.